# Ricky Gervais
Ricky Dene Gervais (fonetikusan: [dʒərˈveɪz]) (Reading, 1961. június 25. -) kétszeres Golden Globe-, kétszeres Primetime Emmy- és többszörös BAFTA-díjas angol humorista, színész, rendező, producer, zenész, író és rádiós műsorvezető. 
Nemzetközi szinten A hivatal (2001–2003) című angol vígjátéksorozat alkotójaként és főszereplőjeként vált ismertté, ezt követte a Futottak még… (2005–2007). Megalkotója, írója és főszereplője volt a Derek (2012–2014) és az After Life – Mögöttem az élet (2019–2022) című sorozatoknak. A világ egyik legismertebb humoristájaként és egyik legnagyobb hatású hírességeként tartják számon.

## Díjai, elismerései
Kettő Golden Globe-díjat, kettő Emmy-díjat nyert.

## Filmográfia

### Film
Filmrendező, forgatókönyvíró és producer
| Év   | Magyar cím                       | Eredeti cím                   | Feladatkör | Feladatkör | Feladatkör | Megjegyzések                             |
| Év   | Magyar cím                       | Eredeti cím                   | Rendező    | Író        | Producer   | Megjegyzések                             |
| ---- | -------------------------------- | ----------------------------- | ---------- | ---------- | ---------- | ---------------------------------------- |
| 2009 | Lódító hódító                    | The Invention of Lying        | Igen       | Igen       | Igen       | társíró és társrendező: Matthew Robinson |
| 2010 | Kisvárosi Rock ’n’ Roll          | Cemetery Junction             | Igen       | Igen       | Vezető     | társíró és társrendező: Stephen Merchant |
| 2016 | Hírhajhászok                     | Special Correspondents        | Igen       | Igen       | Igen       |                                          |
| 2016 |                                  | David Brent: Life on the Road | Igen       | Igen       | Igen       |                                          |
| 2020 | A Willoughby testvérek kalandjai | The Willoughbys               | Nem        | Nem        | Vezető     |                                          |
| 2023 |                                  | 7 Minutes                     | Igen       | Nem        | Igen       |                                          |

Filmszínész
| Év   | Magyar cím                          | Eredeti cím                                    | Szerep                     | Magyar hang    |
| ---- | ----------------------------------- | ---------------------------------------------- | -------------------------- | -------------- |
| 2001 |                                     | Dog Eat Dog                                    | kidobó                     |                |
| 2005 | Vad galamb                          | Valiant                                        | Gixer (hangja)             | Kamarás Iván   |
| 2006 | Oscar – vágy                        | For Your Consideration                         | Martin Gibb                | Czvetkó Sándor |
| 2006 | Éjszaka a múzeumban                 | Night at the Museum                            | Dr. McPhee                 | Csankó Zoltán  |
| 2007 | Csillagpor                          | Stardust                                       | Ferdy, az orgazda          | Csuja Imre     |
| 2008 | Kísértetváros                       | Ghost Town                                     | Dr. Bertram Pincus         | Háda János     |
| 2009 | Éjszaka a múzeumban 2.              | Night at the Museum: Battle of the Smithsonian | Dr. McPhee                 | Csankó Zoltán  |
| 2009 | Lódító hódító                       | The Invention of Lying                         | Mark Bellison              | Kerekes József |
| 2010 | Kisvárosi Rock ’n’ Roll             | Cemetery Junction                              | Len Taylor                 | Kerekes József |
| 2011 | Kémkölykök 4D: A világ minden ideje | Spy Kids: All the Time in the World            | Argonaut (hangja)          | Epres Attila   |
| 2013 | A szörny mentőakció                 | Escape from Planet Earth                       | Mr. James Bing (hangja)    | Bognár Tamás   |
| 2014 | Muppet-krimi: Körözés alatt         | Muppets Most Wanted                            | Rosszfiú Dominic           | Csankó Zoltán  |
| 2014 | Éjszaka a múzeumban – A fáraó titka | Night at the Museum: Secret of the Tomb        | Dr. McPhee                 | Csankó Zoltán  |
| 2015 | A kis herceg                        | The Little Prince                              | A hiú (hangja)             | Kerekes József |
| 2016 | Hírhajhászok                        | Special Correspondents                         | Ian Finch                  |                |
| 2016 |                                     | David Brent: Life on the Road                  | David Brent                |                |
| 2020 | A Willoughby testvérek kalandjai    | The Willoughbys                                | Macska / narrátor (hangja) | Epres Attila   |
| 2021 |                                     | Save Ralph (rövidfilm)                         | interjúztató (hangja)      |                |
| 2022 | Tomboló blöki                       | Paws of Fury: The Legend of Hank               | Ika Chu (hangja)           | Vida Péter     |
| 2025 | Szimat naplója                      | Dog Man                                        | Flippy (hangja)            | Görög László   |

### Televízió
Rendező, forgatókönyvíró, alkotó és vezető producer
| Év        | Magyar cím                                               | Eredeti cím                     | Feladatkör | Feladatkör | Feladatkör      | Feladatkör | Megjegyzések                                                                                              |
| Év        | Magyar cím                                               | Eredeti cím                     | Rendező    | Író        | Vezető producer | Alkotó     | Megjegyzések                                                                                              |
| --------- | -------------------------------------------------------- | ------------------------------- | ---------- | ---------- | --------------- | ---------- | --- |
| 1999      |                                                          | The Jim Tavaré Show             | Nem        | Igen       | Nem             | Nem        | 12 epizód                                                                                                 |
| 1999      |                                                          | Comedy Lab                      | Nem        | Igen       | Nem             | Nem        | 1 epizód                                                                                                  |
| 2000      |                                                          | Bruiser                         | Nem        | Igen       | Nem             | Nem        | 5 epizód                                                                                                  |
| 2000      |                                                          | Meet Ricky Gervais              | Nem        | Igen       | Nem             | Nem        | 6 epizód                                                                                                  |
| 2001–2003 | A hivatal                                                | The Office                      | Igen       | Igen       | Igen            | Igen       | - 14 epizód - társalkotó, társíró és társrendező: - Stephen Merchant                                      |
| 2003      |                                                          | Ricky Gervais Live: Animals     | Nem        | Igen       | Nem             | Nem        | stand-up különkiadás                                                                                      |
| 2004      |                                                          | Ricky Gervais Live 2: Politics  | Nem        | Igen       | Nem             | Nem        | stand-up különkiadás                                                                                      |
| 2005–2013 | Office                                                   | The Office                      | Nem        | Igen       | Igen            | Igen       | |
| 2005–2007 | Futottak még…                                            | Extras                          | Igen       | Igen       | Igen            | Igen       | - 13 epizód - társalkotó, társíró és társrendező: - Stephen Merchant                                      |
| 2006      | A Simpson család                                         | The Simpsons                    | Nem        | Igen       | Nem             | Nem        | 1 epizód                                                                                                  |
| 2007      |                                                          | Ricky Gervais Live 3: Fame      | Nem        | Igen       | Nem             | Nem        | stand-up különkiadás                                                                                      |
| 2008      |                                                          | Ricky Gervais: Out of England   | Nem        | Igen       | Nem             | Nem        | stand-up különkiadás                                                                                      |
| 2010–2012 | Ricky Gervais-show                                       | The Ricky Gervais Show          | Nem        | Nem        | Igen            | Igen       | animációs sorozat                                                                                         |
| 2010–2012 | Egy idióta külföldön                                     | An Idiot Abroad                 | Nem        | Nem        | Igen            | Igen       | |
| 2010      |                                                          | Ricky Gervais: Out of England 2 | Nem        | Igen       | Nem             | Nem        | stand-up különkiadás                                                                                      |
| 2010      |                                                          | Ricky Gervais Live 4: Science   | Nem        | Igen       | Nem             | Nem        | stand-up különkiadás                                                                                      |
| 2011      | 68. Golden Globe-gála                                    | 68th Golden Globe Awards        | Nem        | Igen       | Nem             | Nem        | különkiadás                                                                                               |
| 2011      |                                                          | Talking Funny                   | Nem        | Nem        | Igen            | Nem        | különkiadás                                                                                               |
| 2011–2013 |                                                          | Life’s Too Short                | Igen       | Igen       | Igen            | Igen       | - 7 epizód - társalkotó: - Stephen Merchant és Warwick Davis - társíró és társrendező: - Stephen Merchant |
| 2012      | 69. Golden Globe-gála                                    | 69th Golden Globe Awards        | Nem        | Igen       | Nem             | Nem        | különkiadás                                                                                               |
| 2012–2014 | Derek                                                    | Derek                           | Igen       | Igen       | Igen            | Igen       | 14 epizód                                                                                                 |
| 2016      | 73. Golden Globe-gála                                    | 73rd Golden Globe Awards        | Nem        | Igen       | Nem             | Nem        | különkiadás                                                                                               |
| 2018      |                                                          | Child Support                   | Nem        | Nem        | Igen            | Nem        | vetélkedő                                                                                                 |
| 2018      |                                                          | Ricky Gervais: Humanity         | Nem        | Igen       | Igen            | Nem        | stand-up különkiadás                                                                                      |
| 2019–2022 | After Life – Mögöttem az élet                            | After Life                      | Igen       | Igen       | Igen            | Igen       | 18 epizód                                                                                                 |
| 2020      | 77. Golden Globe-gála                                    | 77th Golden Globe Awards        | Nem        | Igen       | Nem             | Nem        | különkiadás                                                                                               |
| 2022      | Ricky Gervais: A természetfeletti és egyéb képtelenségek | Ricky Gervais: SuperNature      | Nem        | Igen       | Nem             | Nem        | - stand-up különkiadás - zenei író                                                                        |
| 2023      |                                                          | 7 Minutes                       | Igen       | Nem        | Igen            | Nem        | rövidfilm (BBC                                                                                            |
| 2023      | Ricky Gervais: Armageddon                                | Ricky Gervais: Armageddon       | Nem        | Igen       | Nem             | Nem        | különkiadás                                                                                               |

Színész
| Év         | Magyar cím                                               | Eredeti cím                                     | Szerep                             | Megjegyzések                                  |
| ---------- | -------------------------------------------------------- | ----------------------------------------------- | ---------------------------------- | --------------------------------------------- |
| 1999       |                                                          | The Jim Tavaré Show                             | több szerep                        | 7 epizód                                      |
| 1999       |                                                          | Comedy Lab                                      | Clive Meadows                      | 1 epizód                                      |
| 2000       |                                                          | The 11 O'Clock Show                             | több szerep                        | 20 epizód                                     |
| 2000       |                                                          | Meet Ricky Gervais                              | önmaga (házigazda)                 | 6 epizód                                      |
| 2001       |                                                          | Spaced                                          | Dave                               | 1 epizód                                      |
| 2001–2003  | A hivatal                                                | The Office                                      | David Brent                        | 14 epizód                                     |
| 2002       | Robbie, a rénszarvas 2. – Az elveszett törzs legendája   | Robbie the Reindeer in Legend of the Lost Tribe | pingvin (hangja)                   | különkiadás                                   |
| 2003       | Boldogság                                                | Happiness                                       | önmaga                             | 1 epizód                                      |
| 2003       |                                                          | Ricky Gervais Live: Animals                     | önmaga                             | stand-up különkiadás                          |
| 2004       |                                                          | Ricky Gervais Live 2: Politics                  | önmaga                             | stand-up különkiadás                          |
| 2004       | Alias                                                    | Alias                                           | Daniel Ryan                        | 1 epizód                                      |
| 2005–2013  | Office                                                   | The Office                                      | David Brent                        | 2 epizód                                      |
| 2005–2007  | Futottak még…                                            | Extras                                          | Andy Millman                       | - 13 epizód - magyar hangja: - Kerekes József |
| 2006       |                                                          | Ricky Gervais Meets...                          | önmaga                             | 3 epizód                                      |
| 2006, 2011 | A Simpson család                                         | The Simpsons                                    | Charles Heathbar / önmaga (hangja) | 2 epizód                                      |
| 2007       |                                                          | Ricky Gervais Live 3: Fame                      | önmaga                             | stand-up különkiadás                          |
| 2008       |                                                          | Ricky Gervais: Out of England                   | önmaga                             | stand-up különkiadás                          |
| 2009       | Az Actors Studio falai között                            | Inside the Actors Studio                        | interjúvendég                      | 1 epizód                                      |
| 2009       | Szezám utca                                              | Sesame Street                                   | önmaga                             | 3 epizód                                      |
| 2009       | SpongyaBob Kockanadrág                                   | SpongeBob SquarePants                           | narrátor (hangja)                  | 1 epizód                                      |
| 2010       | 67. Golden Globe-gála                                    | 67th Golden Globe Awards                        | önmaga (házigazda)                 | különkiadás                                   |
| 2010–2012  | Ricky Gervais-show                                       | The Ricky Gervais Show                          | önmaga (hangja)                    | 39 epizód                                     |
| 2010–2012  | Egy idióta külföldön                                     | An Idiot Abroad                                 | önmaga                             | 21 epizód                                     |
| 2010       |                                                          | Louie                                           | Dr. Ben                            | 2 epizód                                      |
| 2010       |                                                          | Ricky Gervais: Out of England 2                 | önmaga                             | stand-up különkiadás                          |
| 2010       | Ricky Gervais Live 4: Science                            |                                                 | önmaga                             | stand-up különkiadás                          |
| 2011       | 68. Golden Globe-gála                                    | 68th Golden Globe Awards                        | önmaga (házigazda)                 | különkiadás                                   |
| 2011       |                                                          | Talking Funny                                   | önmaga                             | különkiadás                                   |
| 2011       | Félig üres                                               | Curb Your Enthusiasm                            | önmaga                             | - 1 epizód - magyar hangja: - Józsa Imre      |
| 2011–2013  |                                                          | Life’s Too Short                                | önmaga                             | 7 epizód                                      |
| 2012       | 69. Golden Globe-gála                                    | 69th Golden Globe Awards                        | önmaga (házigazda)                 | különkiadás                                   |
| 2012       | Family Guy                                               | Family Guy                                      | Billy Finn (hangja)                | 1 epizód                                      |
| 2012–2014  | Derek                                                    | Derek                                           | Derek Noakes                       | 14 epizód                                     |
| 2015       |                                                          | Galavant                                        | Xanax                              | 1 epizód                                      |
| 2015       | BoJack Horseman                                          | BoJack Horseman                                 | sün az árvaházban (hangja)         | 1 epizód                                      |
| 2016       | 73. Golden Globe-gála                                    | 73rd Golden Globe Awards                        | önmaga (házigazda)                 | különkiadás                                   |
| 2018       |                                                          | Child Support                                   | önmaga                             | 15 epizód                                     |
| 2018       |                                                          | Ricky Gervais: Humanity                         | önmaga                             | stand-up különkiadás                          |
| 2019–2022  | After Life – Mögöttem az élet                            | After Life                                      | Tony Johnson                       | főszereplő (18 epizód)                        |
| 2019       | Scooby-Doo és (sz)társai                                 | Scooby-Doo and Guess Who?                       | önmaga (hangja)                    | 1 epizód                                      |
| 2020       | 77. Golden Globe-gála                                    | 77th Golden Globe Awards                        | önmaga (házigazda)                 | különkiadás                                   |
| 2022       | Ricky Gervais: A természetfeletti és egyéb képtelenségek | Ricky Gervais: SuperNature                      | önmaga                             | stand-up különkiadás                          |
| 2023       | Ricky Gervais: Armageddon                                | Ricky Gervais: Armageddon                       | önmaga                             | stand-up különkiadás                          |

### Játék
- Grand Theft Auto IV − önmaga[7]

## Magyarul
- Zselények; ill. Rob Steen, ford. Tandori Dezső; Ab Ovo, Bp., 2005
- Egy idióta külföldön. Karl Pilkington útinaplója. Útitársak Ricky Gervais és Stephen Merchant; ill. Dominic Trevett, fotó Rick Hardcastle, Freddie Clare, ford. Bozai Ágota; Gabo, Bp., 2012